# Bengt Reinhold Geijer
Bengt Reinhold Geijer, född 11 november 1758 på Bofors bruk i Karlskoga socken i Värmland, död 11 november 1815 på Rörstrands slott, var en svensk kemist, mineralog, och överdirektör. Han ägde Rörstrands porslinsfabrik.

## Biografi
Bengt Reinhold Geijer var son till bruksägaren Salomon Gottschalk Geijer och Magdalena Löfman.
Han blev 1776 student vid Uppsala universitet där han beredde sig för den civila ämbetsmannabanan, tills han händelsevis kom att höra en föreläsning av professor Torbern Bergman, som gjorde ett så fängslande intryck att han beslöt överge sina förra studier och ägna sig åt kemi och mineralogi. Efter avlagda lärdomsprov inskrevs han 1779 som auskultant i Bergskollegium, där han till en början fick inseendet över arbetena vid Dals silververk. Befordringarna gick därefter ganska snabbt; sedan han någon tid tjänstgjort som geschworner i Värmland, utnämndes han 1782 till bergsproberare, fick fyra år senare fullmakt som bergmästare och befordrades 1788 till konstituerad och 1791 till ordinarie överdirektör vid Kontrollverket i Stockholm. 
Under sina ämbetsresor upptäckte han tillsammans med Anders Polheimer, möjligen på uppdrag av Eric Ruuth, på flera platser i södra Sverige eldfasta leror som man trodde skulle få så stor betydelse för landets industri att han för detta fynd fick först en penningbelöning och 1790 en ledamotsplats i Vetenskapsakademien. 1796 blev han dessutom ledamot av Krigsmannasällskapet och 1813 av Lantbruksakademien. 1796 blev han fullmäktig i Jernkontoret. 
Han var från 1797 ägare av Rörstrands egendom och porslinsfabrik (vid Stockholm), som han förestått från 1791. Under Geijer minskade fajanstillverkningen till förmån för flintporslin, verksamheten tilltog med fem nya verkstäder och arbetskraftsinvandring från Tyskland, och industrin moderniserades kraftigt beträffande drejningsteknik och maskiner. 1807 lät han installera en ångmaskin från Leeds i England, vilket var en av de första ångmaskinerna i Sverige. Företaget drevs sedan till 1867 av hans arvingar. 
Bengt Reinhold Geijer gifte sig den 10 januari 1788 på Älfstorps bruk i Grythyttehed socken med Katarina Ulrika Castorin (1768–1818), dotter till Pehr Castorin och Brita Katarina, född Phragmén.
Bengt Reinhold Geijer är begravd på Solna kyrkogård.